# Republikánská strana zemědělského a malorolnického lidu
Republikánská strana zemědělského a malorolnického lidu, zkratkou RSZML (někdy RSZaML), byla česká a československá pravicová agrární politická strana, po většinu období první republiky nejsilnější strana v Československu. Po přijetí Mnichovské dohody v roce 1938 se sloučila s většinou existujících politických stran a stala se základem Strany národní jednoty. V roce 1945 nebylo umožněno obnovit ji. Zkráceně byla strana nazývána agrárníci a rovněž tak její členové.

## Historie
Čeští zástupci hájící zájmy zemědělství fungovali až do založení samostatné strany v rámci Národní strany (tzv. Staročeši) a Národní strany svobodomyslné (tzv. Mladočeši).
Předchůdcem strany byl Českomoravský selský spolek pro Moravu a Slezsko založený roku 1883 Janem Rudolfem Demlem v Olomouci. Spolek se v roce 1884 v některých okresech samostatně zúčastnil voleb do moravského zemského sněmu a ve dvou případech uspěl.
Silná odezva na moravské zemědělské hnutí na agrárně silné Jižní Čechy způsobila roku 1889 založení Selské jednoty pro království České.
Rychlý růst významu obou hnutí však vyvolal obavy u vídeňské vlády, a tak byla hnutí v roce 1890 úředně rozpuštěna. Obě organizace však rychle obnovily činnost jako Ústřední rolnická jednota pro Moravu a Zemská selská jednota pro království České. Obě organizace podporovaly Mladočechy, se kterými se však začaly časem čím dál více rozcházet.

## Rakousko-Uhersko – založení strany
- 1899: Česká strana agrární (České království)
- 27. prosince 1904: Moravskoslezská agrární strana
- 16. května 1905: Českoslovanská strana agrární (jednotná strana)

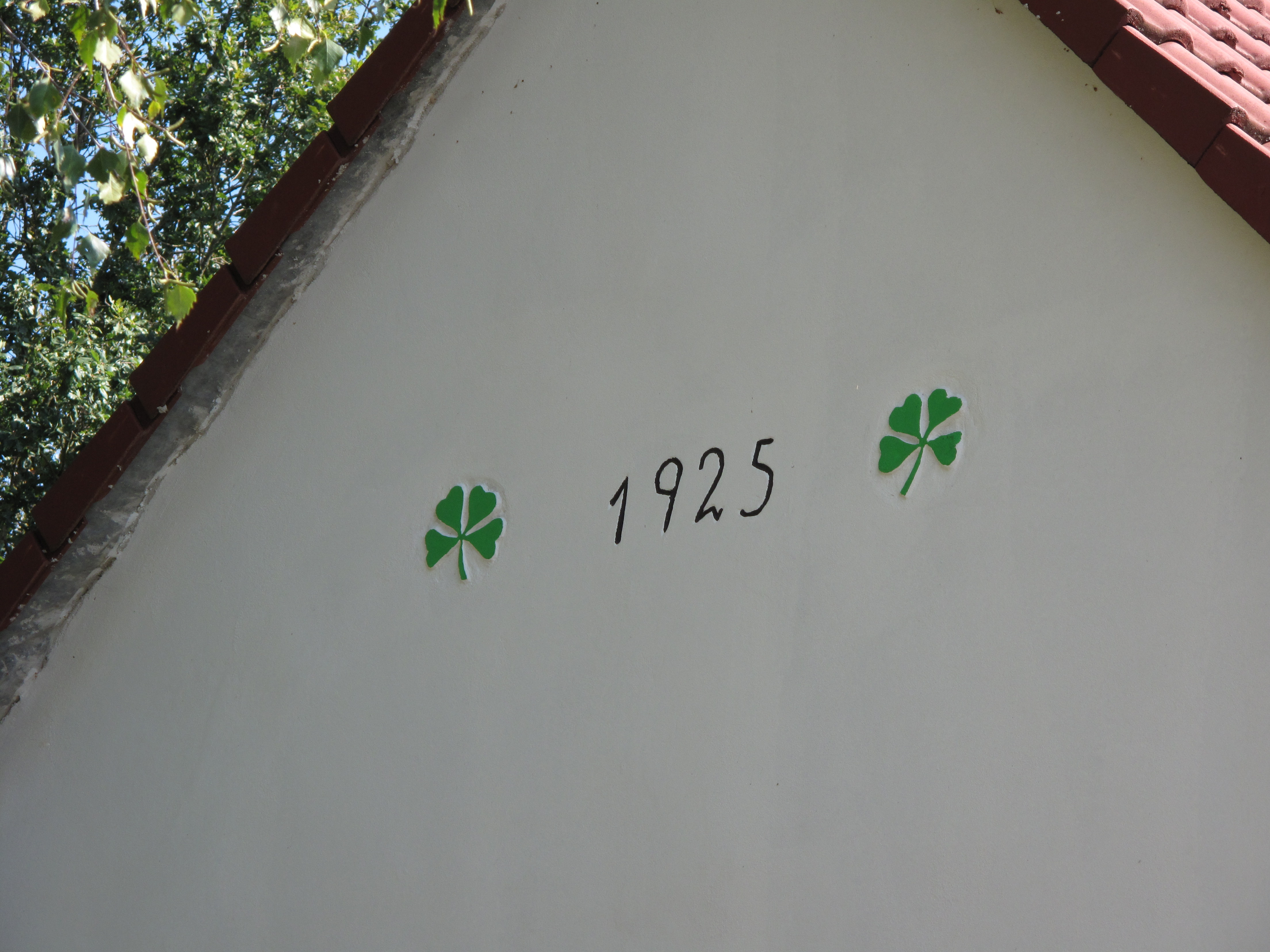
Čtyřlístek, typický znak strany; štít domu v Borečnici

Strana byla založena 6. ledna 1899 pod názvem Česká strana agrární. Jejím základem byl spolek českých zemědělců, který byl z většiny odštěpeneckou skupinou od Mladočeské strany. Mezi zakládající osobnosti patřili Karel Prášek a Stanislav Kubr, první předseda někdejšího Spolku českých zemědělců jakožto předchůdce agrární strany. (Předsedou strany byl zvolen Stanislav Kubr a v roce 1904 ho vystřídal Josef Žďárský.) O šest let později, 10. května 1905, se strana spojila s moravským agrárním hnutím a přijala název Českoslovanská strana agrární. V roce 1906 vyšlo první číslo ústředního listu Venkov.
Agrárníci zpočátku nepřikládali přílišnou váhu konkrétnímu programu, vystačili si s hesly typu „Sedláci, volte jen sedláka!“, „Rolnictvo může býti zastupováno jen rolníkem“ aj. Zdůrazňovali, že jim nejde o rozbíjení jednoty národního hnutí, ale o důslednější obhajobu specifických zájmů rolnictva. Jejich program se dal shrnout do čtyř základních požadavků: vytvoření sdružení zemědělců pro celé Království české, kontrola nad zemědělskými kartely, ochrana rakouského zemědělství vzhledem k nové obchodní smlouvě s Uhrami a uznání českého státního práva.
Program České strany agrární dostal pevný tvar v roce 1903 zásluhou Josefa Prokopa Pražáka a okruhu jeho spolupracovníků, zejména národohospodářských teoretiků Cyrila Horáčka a Františka Fiedlera. Agrárníci se hlásili k národním tradicím, k odkazu českých dějin v pojetí pozdního národního obrození. Nejschůdnější cestu k obhájení národních práv spatřovali v oslabování centralismu, ve zdokonalování samosprávy a v rozšíření působnosti sněmů Koruny české. Byli přesvědčeni, že základ národa netvoří politické strany, nýbrž stavy.
V praktické politice agrární strany však převládal pragmatismus. Programové zásady byly pružně přizpůsobovány aktuálním politickým a ekonomickým zájmům. Přitažlivost agrárnické ideologie spočívala v tom, že kladla důraz na půdu a zveličovala význam zemědělství; byla to i víra v pospolitost všech občanů žijících na venkově a ideologické oprávnění zemědělské obranné politiky. Agrárníci se soustředili na základní potřeby venkovského obyvatelstva, které věcně a srozumitelně prezentovali.
Dne 21. října 1909 se stal předsedou strany Antonín Švehla, který nahradil Josefa Žďárského.
Před vypuknutím první světové války byli agrárníci druhou nejsilnější stranou po Českoslovanské sociálně demokratické straně dělnické. V českých zemích měla strana v roce 1914 celkem 125 okresních organizací sdružujících 2467 organizací místních s 91 194 členy.
Rozvíjely se též přidružené organizace. K roku 1907 měla strana 80 okresních sdružení „Agrárního dorostu“, o rok později vzniká Sdružení agrárních akademiků. Ústřední jednota hospodářských společenstev sdružovala koncem roku 1913 celkem 1657 kampeliček a 404 družstev. Strana měla dominantní vliv v Agrární bance založené roku 1911.

## První republika – Republikánská strana zemědělského a malorolnického lidu
- 1919: Republikánská strana československého venkova
- 1922: Republikánská strana zemědělského a malorolnického lidu

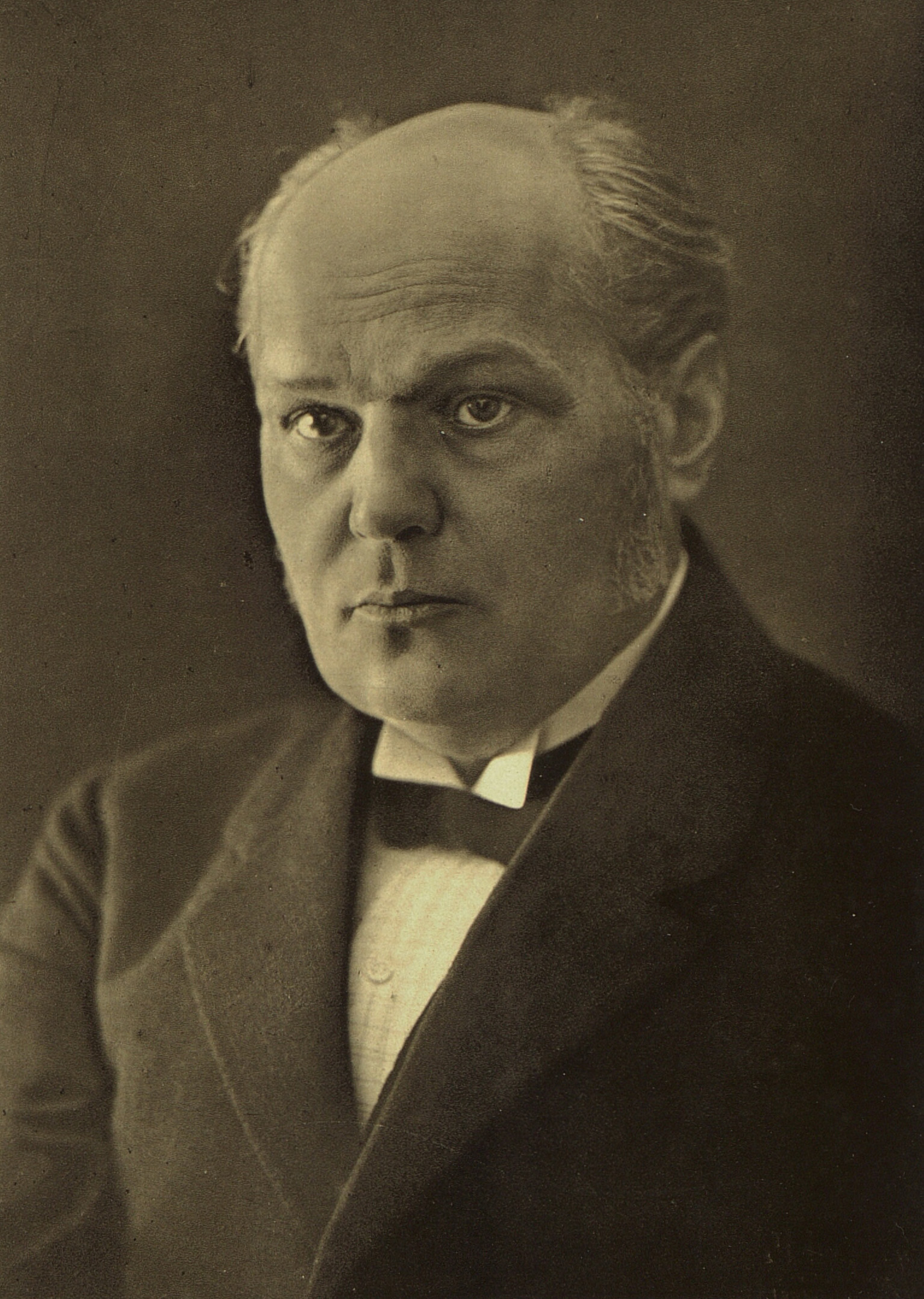
Antonín Švehla, lídr republikánů ve 20. letech 20. století a premiér

V Československu se Agrární strana, která v roce 1922 přijala název Republikánská strana zemědělského a malorolnického lidu, stala postupně nejvlivnější na politické scéně.
Strana byla též nazývána zkráceně Republikánská strana, Republikánská domovina či Domovina podle odborového svazu zemědělců.

### Zastoupení v zákonodárných sborech

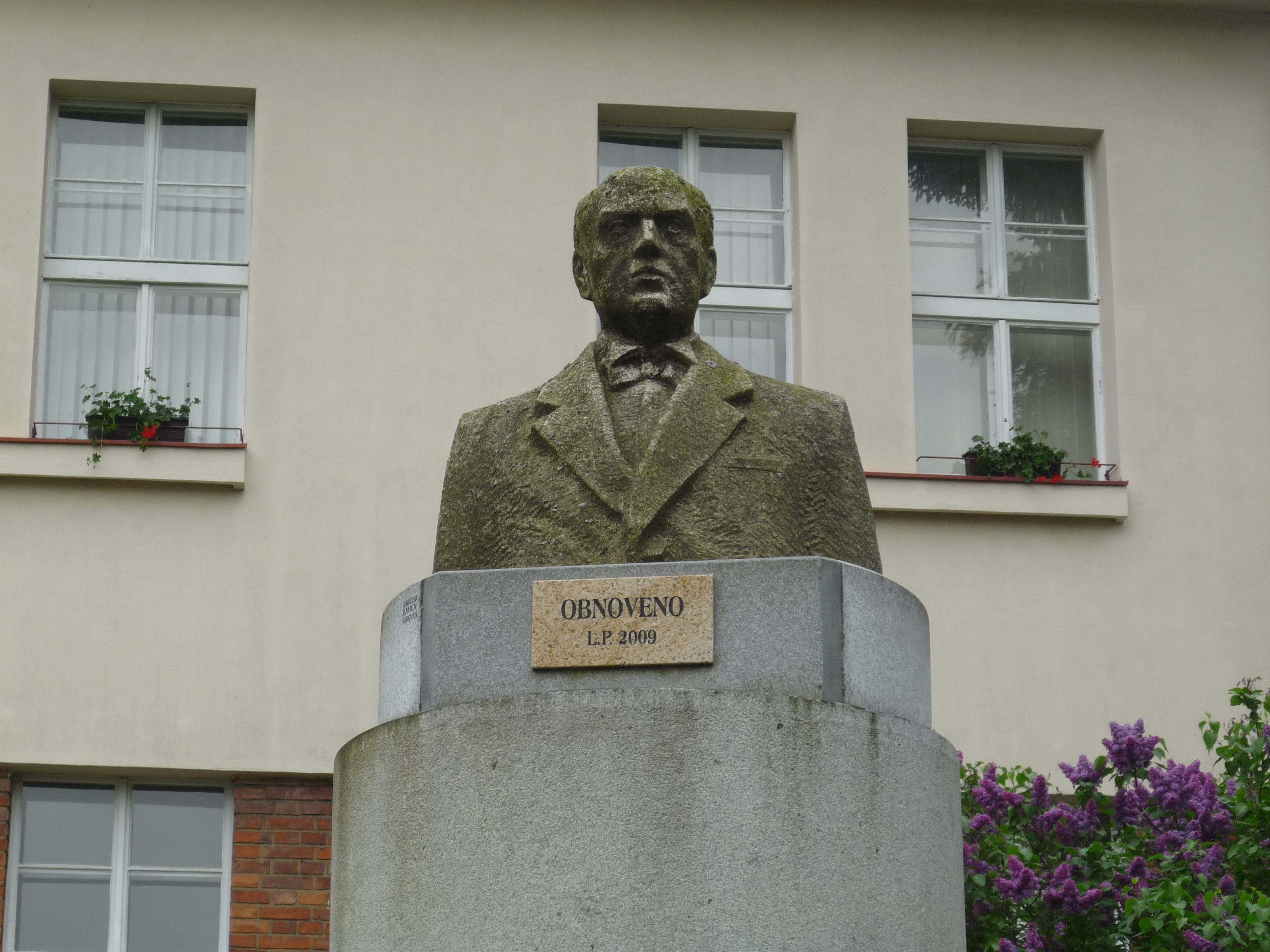
Busta Antonína Švehly

Agrární strana se orientovala kromě zemědělského lidu též na věřící, tudíž mezi její hlavní soky patřila lidová strana. Naopak spojence nalezla mezi (sudeto)německými agrárníky a živnostenskou stranou. Spolu s nimi tvořila tzv. Zelený blok.
K nástupu do čela politického života v republice republikánům nesmírně napomohl rozkol mezi sociálními demokraty a komunisty uvnitř ČSDSD. Od té doby strana pravidelně vítězila v parlamentních volbách. Teprve roku 1935 získala Sudetoněmecká strana více hlasů. Díky zvýhodněnému přidělování mandátů mezi českými voliči[zdroj?] však agrární strana získala o jedno křeslo v parlamentu víc. Významné volební zisky dosahovali agrárníci i mimo české země. Na Slovensku se strana setrvale pohybovala na druhém místě za Hlinkovou slovenskou ľudovou stranou. Její slovenští voliči se rekrutovali zejména z venkovských voličů evangelického a řecko-katolického vyznání.
V Národním výboru roku 1918 strana získala 9 míst. V Revolučním národním shromáždění, sestaveném podle klíče voleb z roku 1911, měli agrárníci 55 křesel, což už ovšem neodpovídalo jejich vlivu v této době, jak ostatně ukázaly i první parlamentní volby o dva roky později.

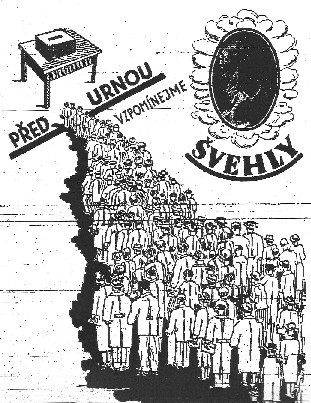
Volební materiál Republikánské strany za první republiky

Volebními výsledky v roce 1935 dosáhla strana zřejmě vrcholu svých možností. Na vesnici výrazně ubyly potenciální rezervy, navíc obyvatelstva živícího se prvovýrobou v dlouhodobé perspektivě ubývalo. Vedení se proto zaobíralo otázkou po reformě programové platformy, která by znamenala částečnou reorientaci na městské obyvatelstvo. Ke konkrétnímu naplnění těchto představ však již nedošlo.

### Organizační struktura, vedení strany
Přestože byl Antonín Švehla vyřazen z politického života kvůli těžké nemoci, zůstal předsedou strany až do smrti v roce 1933. Poté byla předsednická funkce obnovena až v roce 1935, kdy byl do čela republikánů postaven Rudolf Beran. Potvrzen byl na VI. říšském sjezdu v lednu 1936 a funkci zastával až do rozpuštění strany v roce 1938.
Republikánská strana měla v době V. říšského sjezdu (29.–30. října 1932) celkem 314 okresních organizací (151 v Čechách, 72 na Moravě a ve Slezsku, 79 na Slovensku a 12 na Podkarpatské Rusi). Počet sekretariátů se zvýšil na 85.

### Přidružené organizace
- Republikánský dorost československého venkova byla mládežnická organizace strany, seskupující zájemce ve věku od 14 do 30 let. Znamenala kádrovou rezervu funkcionářů (členem byl např. v mládí Rudolf Beran. Vznikla 14. května 1921 sjednocením agrárního dorostu na Slovensku a v českých zemích. V roce 1938 měla přes 130 000 členů.

- Ústřední svaz agrárních akademiků vznikl v roce 1922 spojením Klubu republikánských akademiků v Brně a Sdružení agrárních akademiků v Praze. Sdružoval venkovské studentstvo.
- Domovina domkářů a malorolníků – odborový nebo spíše zájmový spolek zemědělců. Sloužil mimo jiné k prosazování pozemkové reformy podle agrárnických představ; vedení prosazovalo příděly půdy svým členům.
- Ústřední sdružení venkovského živnostnictva bylo napojeno na Domovinu, sdružovalo venkovské podnikatele závislé na zemědělství. Prosazovalo finanční podpory, daňové úlevy aj. pro své členy.
- Odborová jednota zemědělských a lesních zaměstnanců, vzniklá v roce 1923 měla konkurovat socialistickým odborům proniknuvším na vesnici. Ve 30. letech měla okolo 60 000 členů.
- Ústřední sdružení úředníků, učitelů a zřízenců sdružovalo státní zaměstnance organizované v Republikánské straně. Nejvlivnější složkou bylo učitelstvo vydávající časopis Škola našeho života.
- Selská jízda vznikla původně jako nestranická organizace, agrárníci ji ale postupně zcela ovládli. Ústředí selských jízd bylo ustaveno v roce 1926. Jednalo se o sportovní a chovatelskou organizaci, pořádající mimo jiné různé soutěže (zejména jezdecké) a venkovské slavnosti. Příslušníci nosili selský kroj.
- Národní svaz střelecký byl založen v roce 1925. Pořádal cvičení ve střelbě a předvojenskou výchovu. V roce 1932 měl přes 10 000 členů.
- Zemský svaz okresních sdružení chovatelů hospodářského zvířectva založili agrárníci v roce 1925. Jeho úkolem bylo sdružovat a podporovat chovatele a šlechtitele, starat se o rozvoj chovatelství a také o pojišťování dobytka a další ekonomické záležitosti členstva. Měl okolo 70 000 členů.
- Ústřední svaz zemských sdružení chovatelů koní dodával plnokrevníky také do armády, jejíž resort mívali agrárníci v rukou. Agrárnické lobby se projevilo mimo jiné pomalou motorizací armády (byla dávána přednost koním), a tím v jejím zaostávání.[5]
- Československý domov majitelů domů a domků – do roku 1929 politická strana úzce spolupracující s agrárníky, po r. 1929 přidružená organizace strany (ve středně velkých a největších městech).

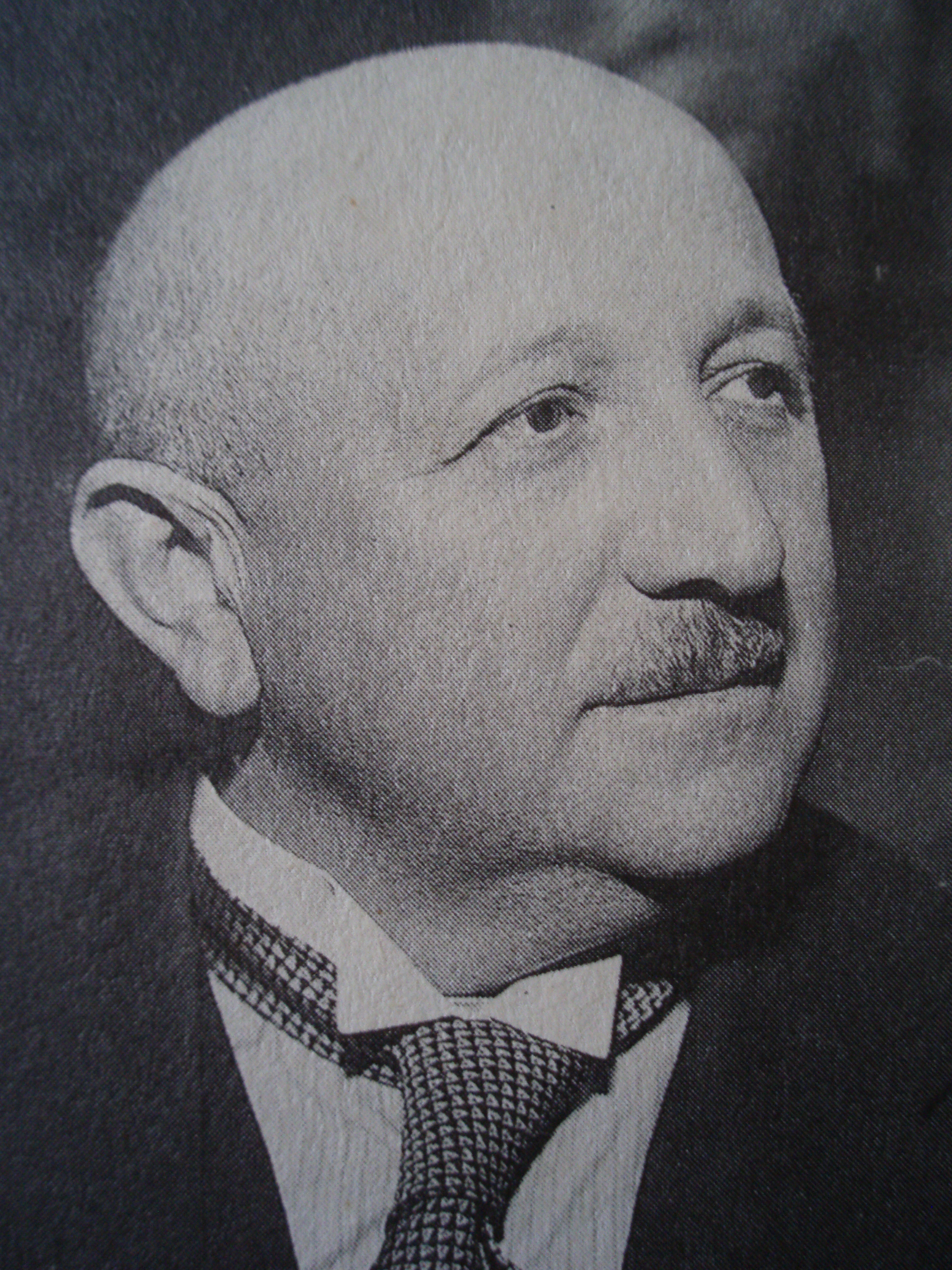
Předseda strany v letech 1935–1938 Rudolf Beran

Z iniciativy Antonína Švehly a Milana Hodži vzniklo v roce 1923 Mezinárodní agrární byro, nazývané též Zelená internacionála. Šlo o organizaci sdružující evropské rolnické strany a koordinující jejich činnost; mělo se jednat o jakousi protiváhu na dělnictvo orientované Socialistické a Komunistické internacionály. První valná hromada byra se konala (až) 23.–25. května 1929 v Praze. Předsedou byl zvolen Antonín Švehla. Republikánská strana měla v byru až do konce dominantní postavení. Nepřímým pokračovatelem této organizace byla International Peasant Union, založená v roce 1947 z evropských exilových rolnických stran.

## Druhá republika a Protektorát Čechy a Morava
Přijetí Mnichovské dohody v roce 1938 znamenal konec existence strany. Po přijetí Žilinské dohody v říjnu 1938 absolutní většinou slovenských politických stran, se dne 5. listopadu 1938 usnesl výkonný výbor Republikánské strany na Slovensku o vstupu slovenských agrárníků do Hlinkovy slovenské ľudové strany, která se stala jednotnou stranou slovenské národní jednoty. Čeští agrárníci se 22. listopadu 1938 stali hlavní složkou nové Strany národní jednoty. Rudolf Beran zastával navíc až do dubna 1939 funkci premiéra. Představitelům agrární strany byla politickou konkurencí vyčítána kolaborace za druhé světové války. Konkrétně Rudolf Beran měl mít podstatnou zásluhu na omezení demokratického života po Mnichovu a na vzniku Strany národní jednoty, jejímž předsedou se stal. Bylo mu také vytýkáno, že v březnu 1939 až příliš horlivě plnil německé požadavky (např. ohledně předání zbraní). Na druhou stranu po roce 1939 se sám podílel na protinacistickém odboji, za což byl nacisty uvězněn. Do zahraničního odboje se zapojili i další agrární vůdci (Ladislav Karel Feierabend, v letech 1941–1945 dokonce člen exilové vlády, Milan Hodža, Štefan Osuský) a mezi řadovým členstvem pochopitelně k okupantům vřelý vztah nepanoval. V londýnském exilu byla nakrátko Republikánská strana obnovena 3. června 1944. Jejím předsedou se stal Ján Lichner.

## Zákaz strany po roce 1945
Po válce byla strana výslovně zakázána v hlavě IX. Košického vládního programu, avšak její slovenští členové se většinově v roce 1944 stali základem nové Demokratické strany, v českých zemích bývalí členové strany přecházeli především k národním socialistům, částečně i k lidovcům a komunistům.
Ustavující schůze exilové organizace strany se konala v Paříži 27.–28. října 1948, ale těžiště její činnosti bylo v USA. Přihlásila se plně k politickému systému první republiky, odmítla Košický vládní program a systém Národní fronty, vyhlašovala odboj komunistickému režimu. Předsedou exilové organizace se stal nejprve bývalý ministr vnitra Josef Černý, po jeho abdikaci v roce 1969 pak Martin Hrabík (1969–1984) a nakonec Vladimír Dostál (1984–1989). Časem však docházelo k rozporům a štěpení.[zdroj?]
Po obnovení demokracie roce 1989 uvolněnou pozici Republikánské strany coby hlavní představitelky pravice získala Občanská demokratická strana, která se ovšem nehlásila k rolnickým agrárním stranám. K odkazu Republikánské strany se po roce 1989 hlásila i řada dalších stran, strany pravicové, středopravicové, ale i krajně pravicová nacionalistická Republikánská strana Československa vedená Miroslavem Sládkem.

## Předsedové strany
- Stanislav Kubr (1899–1905)
- Josef Žďárský (1905–1909)
- Antonín Švehla (1909–1933)
- Rudolf Beran (1935–1938)

## Volební výsledky

### Volby v Předlitavsku

#### Říšská rada
| Volby | Hlasy   | Hlasy | Mandáty | Mandáty | Pozice |
| Volby | Počet   | %     | Počet   | ±       | Pozice |
| ----- | ------- | ----- | ------- | ------- | ------ |
| 1901  | 1 009   | 0,1   | 2/425   | ▲2      | ▲27.   |
| 1907  | 206 784 | 4,5   | 27/516  | ▲25     | ▲5.    |
| 1911  | 257 727 | 5,7   | 36/516  | ▲9      | ▲3.    |

#### Český zemský sněm
| Volby | Hlasy   | Hlasy | Mandáty | Mandáty | Pozice |
| Volby | Počet   | %     | Počet   | ±       | Pozice |
| ----- | ------- | ----- | ------- | ------- | ------ |
| 1895  | 359     | 0,4   | 2/242   | ▲2      | ▲6.    |
| 1901  | 37 208  | 15,4  | 21/242  | ▲19     | ▲4.    |
| 1908  | 102 399 | 25,6  | 43/242  | ▲22     | ▲2.    |

### Volby v Československu

#### Poslanecká sněmovna Národního shromáždění
| Volby | Hlasy     | Hlasy | Mandáty | Mandáty | Pozice | Postavení |
| Volby | Počet     | %     | Počet   | ±       | Pozice | Postavení |
| ----- | --------- | ----- | ------- | ------- | ------ | --------- |
| 1920  | 603 618   | 9,7   | 28/281  | ▼27     | ▼5.    | Vláda     |
| 1925  | 970 498   | 13,7  | 45/300  | ▲17     | ▲1.    | Vláda     |
| 1929  | 1 105 498 | 15,0  | 46/300  | ▲1      | ▬1.    | Vláda     |
| 1935  | 1 176 628 | 14,3  | 45/300  | ▼1      | ▼2.    | Vláda     |

#### Senát Národního shromáždění
| Volby | Hlasy     | Hlasy | Mandáty | Mandáty | Pozice |
| Volby | Počet     | %     | Počet   | ±       | Pozice |
| ----- | --------- | ----- | ------- | ------- | ------ |
| 1920  | 530 388   | 10,2  | 14/142  | ▼27     | ▼4.    |
| 1925  | 841 647   | 13,8  | 23/150  | ▲3      | ▲1.    |
| 1929  | 978 291   | 15,2  | 24/150  | ▲1      | ▬1.    |
| 1935  | 1 042 924 | 14,3  | 23/150  | ▼1      | ▼2.    |

#### Zemské volby

##### Zastupitelstvo země České
| Volby | Hlasy   | Hlasy | Mandáty | Mandáty | Pozice |
| Volby | Počet   | %     | Počet   | ±       | Pozice |
| ----- | ------- | ----- | ------- | ------- | ------ |
| 1928  | 466 559 | 13,4  | 19/120  | ▲19     | ▲1.    |
| 1935  | 542 070 | 13,4  | 19/120  | ▬0      | ▼2.    |

##### Zastupitelstvo země Moravskoslezské
| Volby | Hlasy   | Hlasy | Mandáty | Mandáty | Pozice |
| Volby | Počet   | %     | Počet   | ±       | Pozice |
| ----- | ------- | ----- | ------- | ------- | ------ |
| 1928  | 203 064 | 12,4  | 7/60    | ▲7      | ▲3.    |
| 1935  | 263 118 | 13,9  | 9/60    | ▲2      | ▲2.    |

##### Zastupitelstvo země Slovenské
| Volby | Hlasy   | Hlasy | Mandáty | Mandáty | Pozice |
| Volby | Počet   | %     | Počet   | ±       | Pozice |
| ----- | ------- | ----- | ------- | ------- | ------ |
| 1928  | 271 520 | 21,0  | 16/54   | ▲16     | ▲1.    |
| 1935  | 285 672 | 18,9  | 15/54   | ▼1      | ▼2.    |

##### Zastupitelstvo země Podkarpatoruské
| Volby | Hlasy  | Hlasy | Mandáty | Mandáty | Pozice |
| Volby | Počet  | %     | Počet   | ±       | Pozice |
| ----- | ------ | ----- | ------- | ------- | ------ |
| 1928  | 56 077 | 23,1  | 4/12    | ▲4      | ▲1.    |
| 1935  | 47 173 | 15,9  | 3/12    | ▼1      | ▼2.    |

## Agrární tisk (k r. 1925)
Vedle «Venkova», vedoucího deníku strany, vznikl «Lidový Deník», «Večer», vydávaný pro Prahu, dále byl v Brně založen pro Moravu deník «Svoboda», pro Slovensko «Slovenský Deník» a populárnější «Slovenská politika». Kromě těchto šesti denních listů vydávala strana celou řadu krajinských (oblastních) týdeníků.
V Praze vycházelo 9 týdeníků: «Cep», «Rozkvět», «Československý Zemědělec», «Domovina domkářů a malorolníků», «Mladý Venkov», «Obrana Zemědělců», «Zemědělské a družstevní listy», «Zvěstování», «Nový Čas». Krajinských listů bylo 24: «Plzeňský kraj» v Plzni, «Nezávislost» v Poděbradech, «Náš Kraj» v Táboře, «Královéhradecký Kraj» v Hradci Králové, «Pošumavský Kraj» ve Strakonicích, «Východočeský Republikán» v Pardubicích, «Pokrok» v Jaroměři, «Mladoboleslavské Listy» v Mladé Boleslavi, «Rodný Kraj» v Mladé Boleslavi, «Naše Stráž» v Lounech, «Moravský Cep» v Brně, «Česká Selka» v Brně, «Selské Listy» v Olomouci, «Jihlavské Listy» v Jihlavě, «Moravská Domovina» v Brně, «Zájmy Venkova» v Třebíči, «Znojemský Venkov» ve Znojmě, «Svobodná Republika» v Opavě, «Slovenská Domovina» v Bratislavě, «Gazdovské Noviny» v Košicích, «Karpatoruský Věstník» v Mukačevu.
Nákladem Českomoravských podniků v Praze vycházely dále v Praze 3 měsíčníky: «Kodym», «Naše Kampelička», «Salon». Čtvrtletně vycházely «Časopisy pro dějiny venkova.» Celkem to byly 43 časopisy. Tiskařské a vydavatelské družstvo „Havlíček” vydávalo agrárnický týdeník: «Havlíčkův Kraj» v Německém Brodě, Hospodářský spolek v Sedlčanech «Rolnické Listy» a Tiskařské družstvo v Jičíně «Hlas našeho venkova». Českomoravské podniky měly Rolnickou tiskárnu v Praze, Národní tiskárnu v Praze, Pošumavskou tiskárnu v Strakonicích, tiskárnu (dříve L. Horák) v Mladé Boleslavi, Rolnickou tiskárnu v Brně, Rolnickou tiskárnu v Přerově, Českou tiskárnu (dříve L. Melichar) v Jihlavě, Slovenskou tiskárnu v Bratislavě, Slovenskou tiskárnu v Košicích, Slovenskou tiskárnu ve Zvolenu, tiskárnu Karpatia v Mukačevu, celkem 13 tiskáren. Družstvo »Havlíček« v Německém Brodě mělo vlastní tiskárnu.
Českomoravské podniky zřídily „Moravské knihkupectví” v Praze, „Slovenské knihkupectví” v Bratislavě, v Praze vlastnily inzertní a novinářský závod „Praga”, „Zinkografický ústav”, Nakladatelství v Praze, „Svépomoc” v Praze, v paláci pojišťovací banky „Slavia” novinářskou agenturu. Českomoravské podniky v Praze zaměstnávaly v roce 1924 celkem 1 484 osob: 1 centrálního ředitele, 106 redaktorů, 22 externistů, 293 honorovaných přispěvatelů, 13 vedoucích tiskařských úředníků tiskáren, 243 úředníků a úřednic, 23 faktorů, 15 korektorů, 124 ručních sazečů, 72 strojových sazečů, 50 strojmistrů a tiskařů, 23 knihařů, 7 stereotypérů, 61 nakladaček, 4 obtahovače, 3 mechaniky a elektromontéry, 2 skladníky, 109 pomocných dělnic a dělníků, 2 topiče, 2 truhláře, 82 expedičního personálu, 61 roznašeček, 101 sluhů, 50 učňů, 6 zinkografů, 1 kopistu, 1 rytce, 3 fotografy, 1 kresliče a 3 vrátné.